# TMEM204
TMEM204 (англ. Transmembrane protein 204) – білок, який кодується однойменним геном, розташованим у людей на 16-й хромосомі. Довжина поліпептидного ланцюга білка становить 226 амінокислот, а молекулярна маса — 24 540.
| 10         |  | 20         |  | 30         |  | 40         |  | 50         |
| ---------- |  | ---------- |  | ---------- |  | ---------- |  | ---------- |
| MTVQRLVAAA |  | VLVALVSLIL |  | NNVAAFTSNW |  | VCQTLEDGRR |  | RSVGLWRSCW |
| LVDRTRGGPS |  | PGARAGQVDA |  | HDCEALGWGS |  | EAAGFQESRG |  | TVKLQFDMMR |
| ACNLVATAAL |  | TAGQLTFLLG |  | LVGLPLLSPD |  | APCWEEAMAA |  | AFQLASFVLV |
| IGLVTFYRIG |  | PYTNLSWSCY |  | LNIGACLLAT |  | LAAAMLIWNI |  | LHKREDCMAP |
| RVIVISRSLT |  | ARFRRGLDND |  | YVESPC     |  |            |  |            |

A: Аланін

C: Цистеїн

D: Аспарагінова кислота

E: Глутамінова кислота

F: Фенілаланін

G: Гліцин

H: Гістидин

I: Ізолейцин

K: Лізин

L: Лейцин

M: Метіонін

N: Аспарагін

P: Пролін

Q: Глутамін

R: Аргінін

S: Серин

T: Треонін

V: Валін

W: Триптофан

Задіяний у такому біологічному процесі, як відповідь на стрес. 
Локалізований у клітинній мембрані, мембрані, клітинних контактах.